# 丹頓事件
《丹頓事件》（Danton，法语发音：[dɑ̃tɔ̃]）是一部1983年的法语电影，描写法国大革命恐怖統治时期，革命领袖之一乔治·雅克·丹敦生命中的最后几周。电影改编自斯坦尼斯瓦·普日比谢夫斯卡的戏剧《丹顿事件》。
这部电影中，由热拉尔·德帕迪约饰演丹敦，沃伊切赫·普佐尼亚克饰演马克西米连·罗伯斯庇尔，巴提斯·謝侯饰演卡米尔·德穆兰。波兰导演安杰依·瓦伊达执导，法国、波兰、西德三国公司国际合作制作。丹顿的所有支持者（布尔登除外，后来背叛丹顿）都由法国演员扮演，而罗伯斯皮尔的盟友则由波兰人扮演。 
这部影片拍摄时，波兰的团结工会运动正在与苏联支持的波兰政府作斗争。